# ثلاثي إيثيل الفوسفات
ثلاثي إيثيل الفوسفات (بالإنجليزية: Triethyl phosphate، بالفارسية: تری‌اتیل فسفات، بالفرنسية: Phosphate de triéthyle): هو مركب كيميائي عضوي صيغته: e; (C2H5)3PO4 ، وهو سائل عديم اللون. هو إستر الإيثانول وحمض الفسفوريك، ويمكن تسميته "ثلاثي إيثيل إستر حمض الفوسفوريك".
استخداماته الأساسية هي كمحفز صناعي (في تخليق أنهيدريد الأسيتيك)، ومعدل راتنج البوليمر، وملين (على سبيل المثال للبوليستر غير المشبع). على مستوى أقل؛ يتم استخدامه كمذيب مثلا: لأسيتات السليلوز، ومثبط للهب، ووسيط للمبيدات الحشرية والمواد الكيميائية الأخرى، ومثبت للبيروكسيدات، وعامل تقوية للمطاط والبلاستيك بما في ذلك بوليمرات الفينيل والبوليستر الغير مشبع، إلخ.

## التاريخ
تمت دراسته لأول مرة من قبل الكيميائي الفرنسي جان لويس لاسين في أوائل القرن التاسع عشر.